# Јиржиков (Дјечин)
Јиржиков (чеш. Jiříkov) град је у Чешкој Републици. Град се налази у управној јединици Устечки крај, у оквиру којег припада округу Дјечин.

## Становништво
Према подацима о броју становника из 2014. године град је имао 3.875 становника.

## Партнерски градови
- Ebersbach-Neugersdorf